# Новоград-Волынский округ
Новоград-Волынский округ (укр. Новоград-Волинський округ) — административно-территориальная единица в составе Киевской области Украинской ССР, существовавшая в 1935—1937 годах.
Новоград-Волынский округ с центром в городе Новоград-Волынский был образован 1 апреля 1935 года в западной части Киевской области. В состав округа вошли город Новоград-Волынский и 5 районов: Барановский, Городницкий, Мархлевский, Пулинский и Ярунский. Районы делились на 197 сельсоветов.
В 1937 году Новоград-Волынский округ был упразднён, а его территория в полном составе передана в Житомирскую область.